# Кім Свіфт
Кімберлі Свіфт (англ. Kimberly Swift; нар. 1982/1983) — американська дизайнерка відеоігор, найбільш відома своєю роботою у Valve над такими іграми, як Portal і Left 4 Dead. Журнал «Fortune» назвав Свіфт однією з найвпливовішою діячкою відеоігрової індустрії «30 до 30». Як одна з найвідоміших жінок в індустрії була описана в часописі «Mental Floss», а «Wired» назвала її «художницею, що просуває медіа вперед».

## Біографія
Випускниця DigiPen, Кім Свіфт і група її товаришів розробили гру Narbacular Drop, засновану на порталах, яка згодом була представлена компанії Valve Corporation, після чого Ґейб Ньюелл особисто запропонував найняти їх, щоб вони могли створити гру Portal, що отримала критичне визнання. Кім Свіфт була лідером команди Portal, а також дизайнером рівнів. Разом зі сценаристом Еріком Волпом вона була відзначена за Portal нагородами Game Developers Choice Awards за дизайн, інновації та гру року.
Крім Portal, Свіфт брала участь в інших проектах Valve, насамперед у Left 4 Dead та її продовженні Left 4 Dead 2, де вона також відігравала провідну роль у розробці.
У грудні 2009 року Свіфт залишила Valve та приєдналася до Airtight Games. Там, у співпраці зі Square Enix, вона очолила команду, яка розробила гру Quantum Conundrum, яка вийшла у 2012 році. У 2012 році в інтерв'ю для «Wired» Свіфт висловила думку, що найважливіший вплив відеоігор полягає в тому, що вони є «соціально прийнятним способом для дорослих пофантазувати».
У квітні 2014 року компанія Amazon оголосила, що залучила Свіфт для допомоги у створенні ігор у своїй внутрішній студії. Свіфт описала свою роль як старшого дизайнера для поки нерозкритих проектів. У січні 2017 року Electronic Arts оголосила про найм Свіфт як директор з дизайну у свою студію Motive Studios, яка розробила Star Wars: Battlefront II.
Свіфт був частиною внутрішньої студії розробки Google Stadia, Stadia Games & Entertainment, як директор з дизайну ігор, поки Google не закрила студію в лютому 2021 року. До червня 2021 року Свіфт була прийнята на роботу у видавництво Xbox Game Studios як старший директор з хмарних ігор. Вона керувала роботою підрозділу щодо забезпечення підтримки хмарних технологій для ігор, які допомагають розвантажити частину обробки даних від власної системи користувача, наприклад, складні розраховані на багато користувачів частини гри.
Свіфт вела 20 церемонію вручення премії Game Developers Choice Awards 18 березня 2020 року.

## Ігри
| Рік  | Назва                     | Жанр                                            |
| ---- | ------------------------- | ----------------------------------------------- |
| 2005 | Narbacular Drop           | Платформер, головоломка                         |
| 2006 | Half-Life 2: Episode One  | Шутер від першої особи                          |
| 2007 | Portal                    | Головоломка, бойовик                            |
| 2007 | Half-Life 2: Episode Two  | Шутер від першої особи                          |
| 2008 | Portal: Still Alive       | Головоломка, бойовик                            |
| 2008 | Left 4 Dead               | Шутер від першої особи, виживальний горрор      |
| 2009 | Left 4 Dead 2             | Шутер від першої особи, виживальний горрор      |
| 2012 | Quantum Conundrum         | Платформер, головоломка                         |
| 2012 | PIXLD                     | Головоломка                                     |
| 2014 | Soul Fjord                | Мандрівна гра, ритмічна гра                     |
| 2017 | Star Wars: Battlefront II | Шутер від першої особи, шутер від третьої особи |